# Lijst van militaire begraafplaatsen in Nederland
Dit is een incomplete lijst van militaire begraafplaatsen in Nederland.
Er zijn ook niet-militaire begraafplaatsen in opgenomen waar militairen begraven liggen.
| Nationaliteit | Naam                                                         | Locatie             | aantal |
| ------------- | ------------------------------------------------------------ | ------------------- | ------ |
| Amerikaans    | Netherlands American Cemetery and Memorial                   | Margraten           | 8301   |
| Amerikaans    | US Military Cemetery Son (opgeheven)                         | Son                 | 460    |
| Belgisch      | Belgische Erebegraafplaats Willemstad                        | Willemstad          | 134    |
| Belgisch      | Belgisch Militair Ereveld 1914-1918                          | Harderwijk          | 225    |
| Canadees      | Holten Canadian War Cemetery                                 | Holten              | 1393   |
| Canadees      | Bergen-op-Zoom Canadian War Cemetery                         | Bergen op Zoom      | 1118   |
| Canadees      | Groesbeek Canadian War Cemetery                              | Groesbeek           | 2617   |
| Duits         | Militaire begraafplaats Ysselsteyn                           | Ysselsteyn          | 31813  |
| Frans         | Ereveld                                                      | Kapelle             | 238    |
| Frans         | Monument op R.K. Begraafplaats Carolus Borromeus             | Soesterberg         | 15     |
| Gemenebest    | Perceel op De Nieuwe Ooster                                  | Amsterdam           | 234    |
| Gemenebest    | Algemene begraafplaats Bergen                                | Bergen NH           | 260    |
| Gemenebest    | Bergen-op-Zoom War Cemetery                                  | Bergen op Zoom      | 1284   |
| Gemenebest    | Erehof Blokzijl                                              | Blokzijl            | 7      |
| Gemenebest    | Brunssum War Cemetery                                        | Brunssum            | 327    |
| Gemenebest    | Perceel op de Algemene begraafplaats Den Burg                | Den Burg            | 167    |
| Gemenebest    | Perceel op de Algemene Begraafplaats Kerkhoflaan             | Den Haag            | 56     |
| Gemenebest    | Perceel op Westduin                                          | Den Haag            | 89     |
| Gemenebest    | Perceel op de Gemeentelijke begraafplaats Woensel            | Eindhoven (Woensel) | 686    |
| Gemenebest    | Enkele graven op de Joodse begraafplaats Woensel             | Eindhoven (Woensel) | 3      |
| Gemenebest    | Erehof Emmeloord                                             | Emmeloord           | 4      |
| Gemenebest    | Erehof Ypecolsga                                             | Súdwest-Fryslân     | 10     |
| Gemenebest    | Erehof Grafhorst                                             | Grafhorst           | 6      |
| Gemenebest    | Perceel op Begraafplaats Beukenhage                          | 's-Gravenzande      | 115    |
| Gemenebest    | Perceel op Algemene begraafplaats Harlingen                  | Harlingen           | 67     |
| Gemenebest    | Perceel op Algemene begraafplaats Herwijnen                  | Herwijnen           | 2      |
| Gemenebest    | Perceel op begraafplaats Hoek van Holland                    | Hoek van Holland    | 77     |
| Gemenebest    | Erehof IJlst                                                 | IJlst               | 2      |
| Gemenebest    | Erehof Kuinre                                                | Kuinre              | 5      |
| Gemenebest    | Erehof Kropswolde                                            | Kropswolde          | 5      |
| Gemenebest    | Erehof Lemmer                                                | Lemmer              | 44     |
| Gemenebest    | Perceel op Begraafplaats Rusthof                             | Leusden             | 234    |
| Gemenebest    | Mierlo War Cemetery                                          | Mierlo              | 665    |
| Gemenebest    | Milsbeek War Cemetery                                        | Milsbeek            | 210    |
| Gemenebest    | Mook War Cemetery                                            | Mook                | 322    |
| Gemenebest    | Nederweert War Cemetery                                      | Nederweert          | 362    |
| Gemenebest    | Perceel op Algemene begraafplaats Ameland                    | Nes (Ameland)       | 69     |
| Gemenebest    | Erehof Nijemirdum                                            | Nijemirdum          | 9      |
| Gemenebest    | Perceel op Algemene begraafplaats Noordwijk                  | Noordwijk           | 135    |
| Gemenebest    | Erehof Noordwolde                                            | Noordwolde          | 8      |
| Gemenebest    | Jonkerbos War Cemetery                                       | Nijmegen            | 1543   |
| Gemenebest    | Erehof Ommen                                                 | Ommen               | 4      |
| Gemenebest    | Airborne War Cemetery                                        | Oosterbeek          | 1754   |
| Gemenebest    | Gemeentelijke Begraafplaats                                  | Rozendaal           | 8      |
| Gemenebest    | Erehof Oosterwolde                                           | Oosterwolde         | 11     |
| Gemenebest    | Perceel op Algemene begraafplaats Vlieland                   | Oost-Vlieland       | 48     |
| Gemenebest    | Overloon War Cemetery                                        | Overloon            | 282    |
| Gemenebest    | Perceel op Oude Begraafplaats bij Protestantse kerk Piershil | Piershil            | 1      |
| Gemenebest    | Erehof Raalte                                                | Raalte              | 27     |
| Gemenebest    | Perceel op Algemene Begraafplaats Crooswijk                  | Rotterdam           | 136    |
| Gemenebest    | Erehof Rouveen                                               | Rouveen             | 7      |
| Gemenebest    | Perceel op Vredenhof                                         | Schiermonnikoog     | 47     |
| Gemenebest    | Perceel Algemene Begraafplaats Schipluiden                   | Schipluiden         | 1      |
| Gemenebest    | Sittard War Cemetery                                         | Sittard             | 252    |
| Gemenebest    | Perceel op Maarheeze (Sterksel Monastery) Cemetery           | Sterksel            | 42     |
| Gemenebest    | Perceel op Begraafplaats Swartbroek                          | Swartbroek          | 51     |
| Gemenebest    | Algemene begraafplaats Gilzerbaan                            | Tilburg             | 76     |
| Gemenebest    | Tolkamer War Cemetery                                        | Tolkamer            | 7      |
| Gemenebest    | Uden War Cemetery                                            | Uden                | 703    |
| Gemenebest    | Perceel op Begraafplaats Heidehof                            | Ugchelen            | 50     |
| Gemenebest    | Valkenswaard War Cemetery                                    | Valkenswaard        | 220    |
| Gemenebest    | Venray War Cemetery                                          | Venray              | 692    |
| Gemenebest    | Perceel op Noorderbegraafplaats                              | Vlissingen          | 243    |
| Gemenebest    | Erehof Vollenhove                                            | Vollenhove          | 12     |
| Gemenebest    | Oosterbegraafplaats                                          | Voorburg            | 2      |
| Gemenebest    | Perceel op Algemene begraafplaats West-Terschelling          | West-Terschelling   | 67     |
| Gemenebest    | Erehof Willemsoord                                           | Willemsoord         | 12     |
| Gemenebest    | Perceel op Algemene begraafplaats Winterswijk                | Winterswijk         | 50     |
| Gemenebest    | Erehof Zwolle (De Kranenburg)                                | Zwolle              | 9      |
| Gemenebest    | Erehof Zwolle (Bergklooster)                                 | Zwolle              | 4      |
| Gemenebest    | Erehof Zwolle (Voorst)                                       | Zwolle              | 4      |
| Gemenebest    | Erehof Zwolle (Windesheim)                                   | Zwolle              | 1      |
| Georgisch     | Oorlogsbegraafplaats Loladse                                 | Oudeschild          | 476    |
| Nederlands    | Perceel op de Algemene Begraafplaats Jaffa                   | Delft               | 25     |
| Nederlands    | Erehof op Begraafplaats Orthen                               | Den Bosch           | 16     |
| Nederlands    | Militair erehof Den Haag Kerkhoflaan                         | Den Haag            | 167    |
| Nederlands    | Erehof op Begraafplaats Huisduinen                           | Den Helder          | 20     |
| Nederlands    | Begraafplaats Huisduinen                                     | Den Helder          | 38     |
| Nederlands    | Erehof op Begraafplaats Essenhof                             | Dordrecht           | 79     |
| Nederlands    | Erehof op Begraafplaats Zuiderdijk                           | Dubbeldam           | 30     |
| Nederlands    | Perceel op Algemene Begraafplaats Giethoorn                  | Giethoorn           | 2      |
| Nederlands    | Perceel op Begraafplaats Beukenhage                          | 's-Gravenzande      | 11     |
| Nederlands    | Ereveld Loenen                                               | Loenen              | 3600   |
| Nederlands    | Erehof op de Algemene Begraafplaats Maassluis                | Maassluis           | 12     |
| Nederlands    | Erehof op Gemeentelijke Begraafplaats Middelburg             | Middelburg          | 36     |
| Nederlands    | Erehof op Algemene Begraafplaats Jonkerbos                   | Nijmegen            | 43     |
| Nederlands    | Eerebegraafplaats Bloemendaal                                | Overveen            | 347    |
| Nederlands    | Militair ereveld Grebbeberg                                  | Rhenen              | 800    |
| Nederlands    | Perceel op de Begraafplaats Oud-Rijswijk                     | Rijswijk            | 29     |
| Nederlands    | Erehof op Algemene Begraafplaats Crooswijk                   | Rotterdam           | 115    |
| Nederlands    | Perceel bij de Algemene Begraafplaats Hofwijk                | Rotterdam           | 6      |
| Nederlands    | Erehof op Begraafplaats Beukenhof                            | Schiedam            | 30     |
| Nederlands    | Erehof op Algemene Begraafplaats Sliedrecht                  | Sliedrecht          | 12     |
| Nederlands    | Erehof op Begraafplaats Sint Barbara (Utrecht)               | Utrecht             | 50     |
| Nederlands    | Militair Erehof Valkenburg (Z.H.)                            | Valkenburg          | 36     |
| Nederlands    | Perceel op de Algemene Begraafplaats Wateringen              | Wateringen          | 3      |
| Pools         | Ereveld Alphen                                               | Alphen              | 18     |
| Pools         | Ereveld op begraafplaats Burchtlaan                          | Axel                | 22     |
| Pools         | Pools militair ereveld Breda                                 | Breda               | 160    |
| Pools         | Ereveld Ginneken                                             | Breda               | 80     |
| Pools         | Ereveld Oosterhof                                            | Oosterhout          | 30     |
| Sovjet        | Sovjet Ereveld Leusden                                       | Amersfoort          | 865    |
| Gemenebest    | Perceel op kerkhof R.K. Kerk Tungelroy                       | Tungelroy           | 4      |